# Rohonci útstadion
Het Rohonci útstadion was een multifunctioneel stadion in Szombathely, een stad in Hongarije. Het stadion werd vooral gebruikt voor voetbalwedstrijden.
De voetbalclub Szombathelyi Haladás maakte gebruik van dit stadion. Het stadion bood plaats aan 12.500 toeschouwers en is geopend in 1923. Ook het internationale voetbalelftal van Hongarije speelde enkele malen in dit stadion. Het stadion wordt ook gebruikt voor atletiekwedstrijden. De IAAF World Athletics Final is hier een aantal keren gespeeld.

## Oude foto's
Het stadion werd in 2008 gesloten. Daarna werd het in 2016 afgebroken. Er kwam een nieuw sportcomplex, het Haladás sportcomplex. De gebouwen op de onderstaande foto's zijn inmiddels allemaal afgebroken.

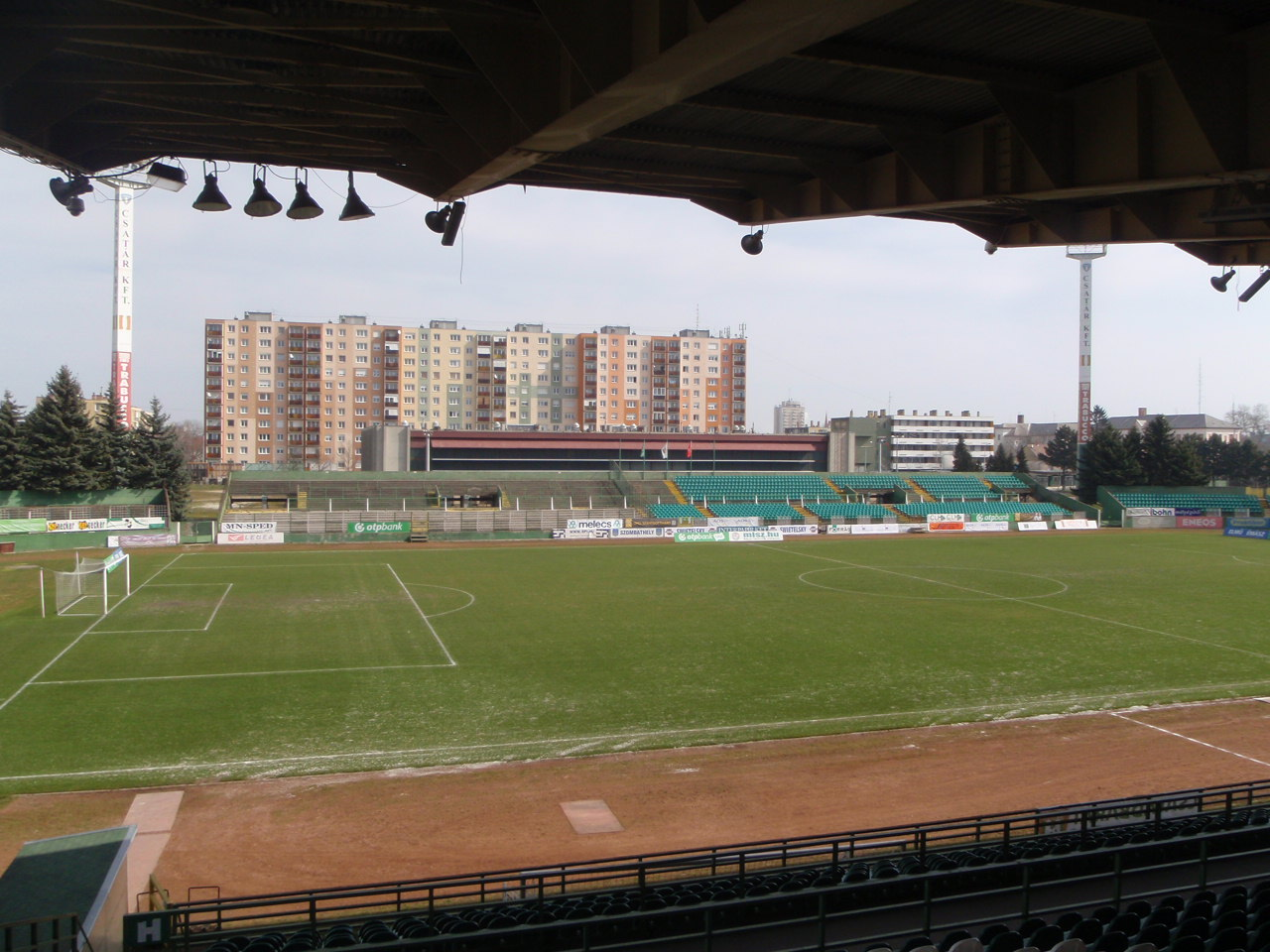
Foto genomen vanaf de hoofdtribune.
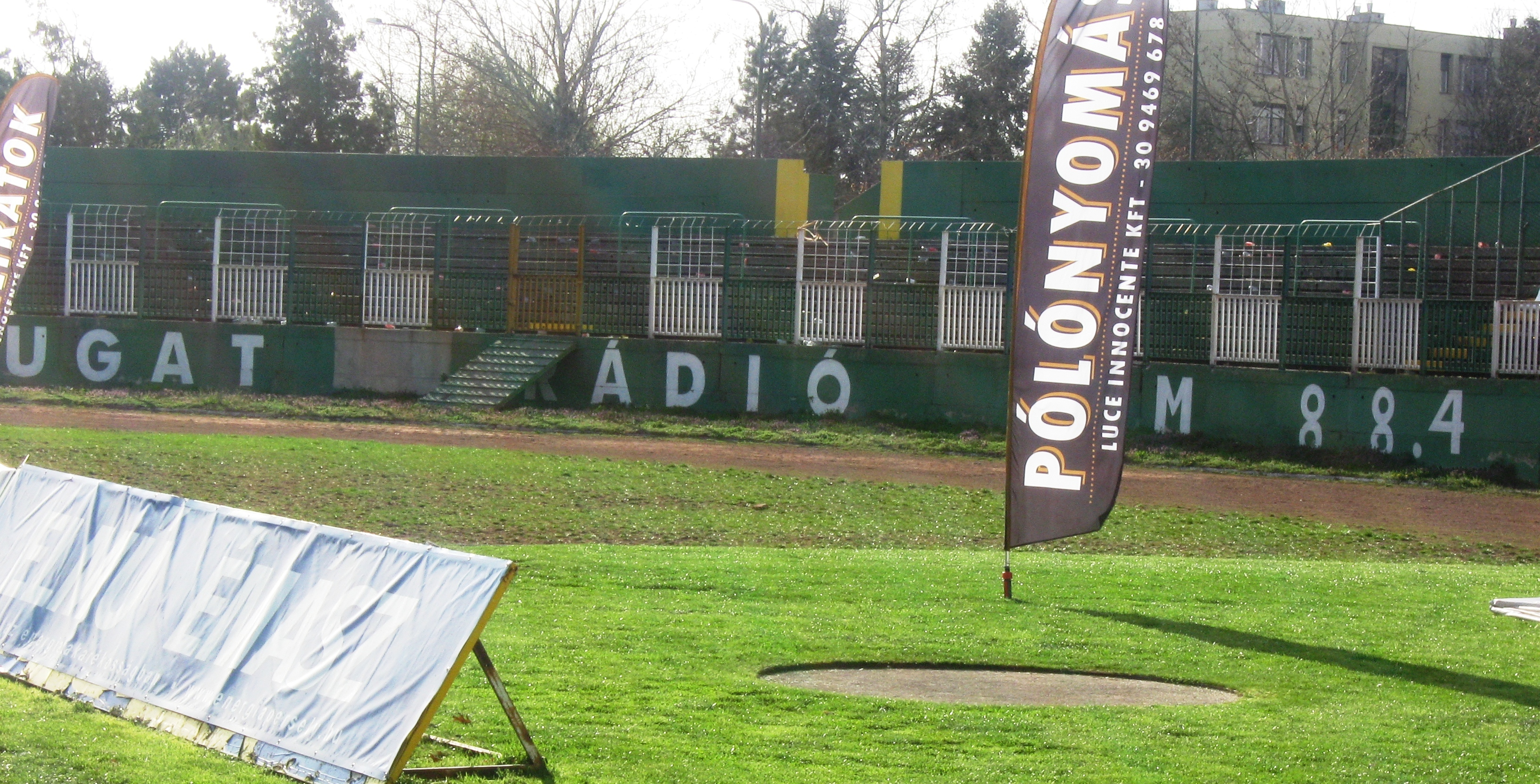
Een van de zijkanten van het stadion.
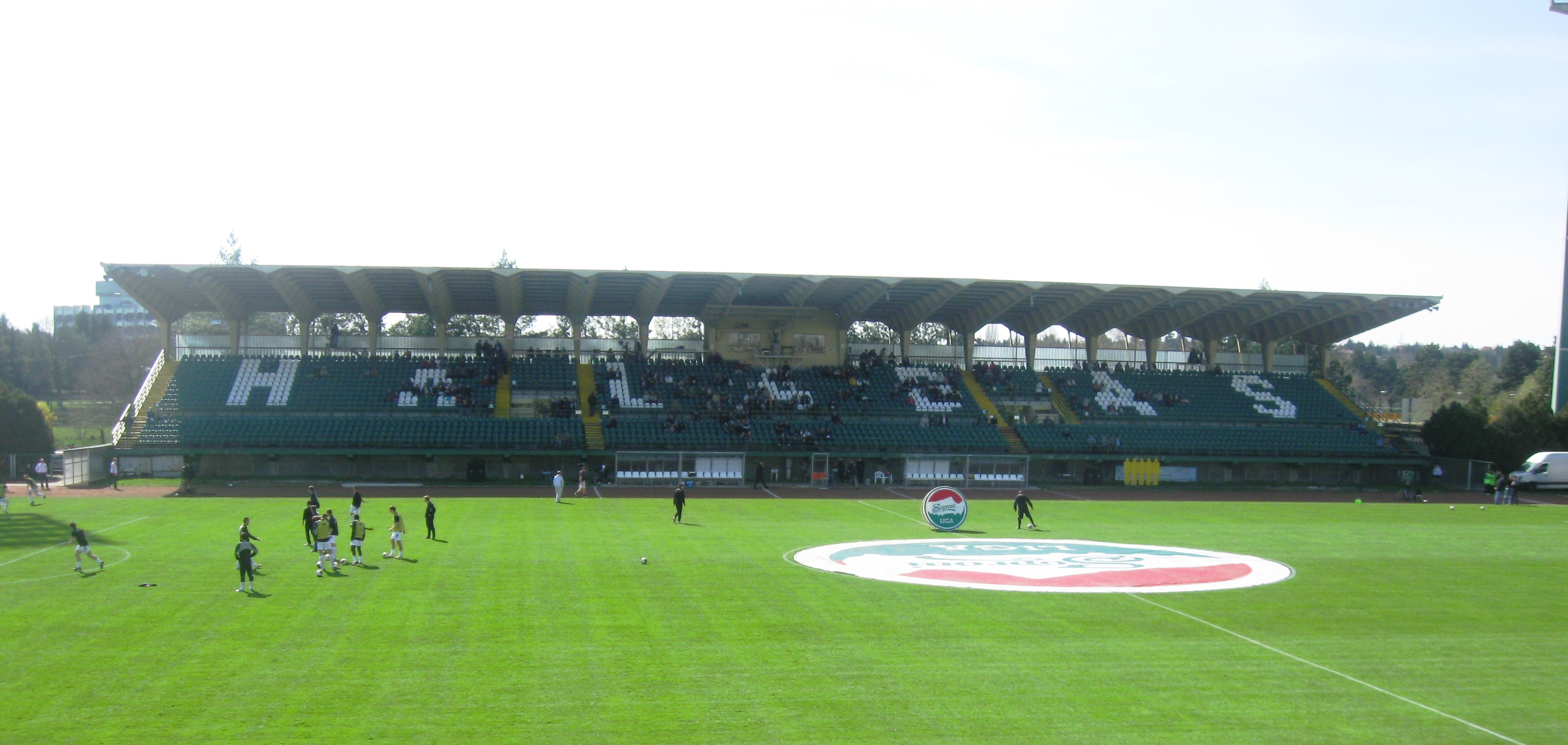
De hoofdtribune met publiek.
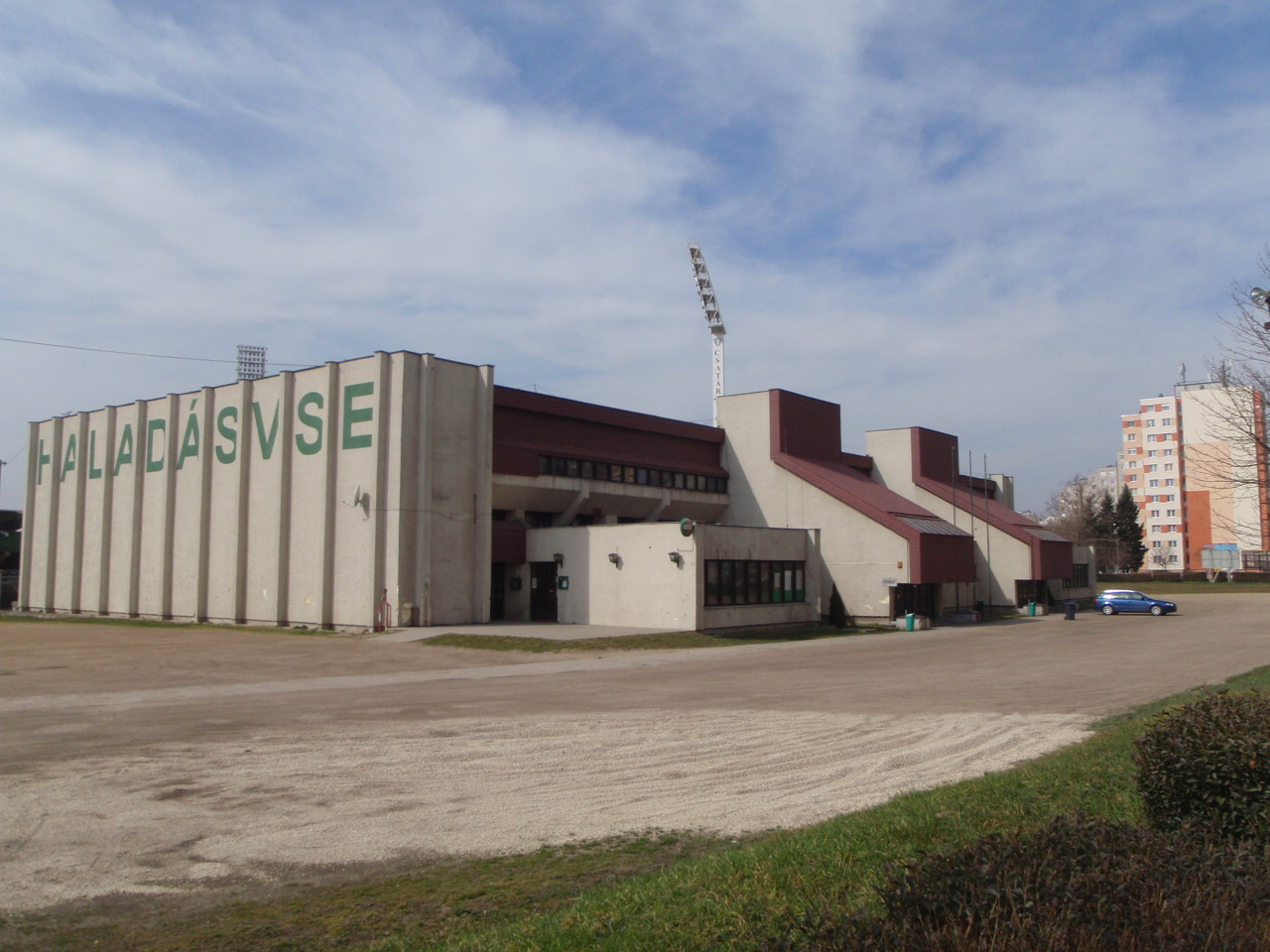
De sporthal bij het stadion.
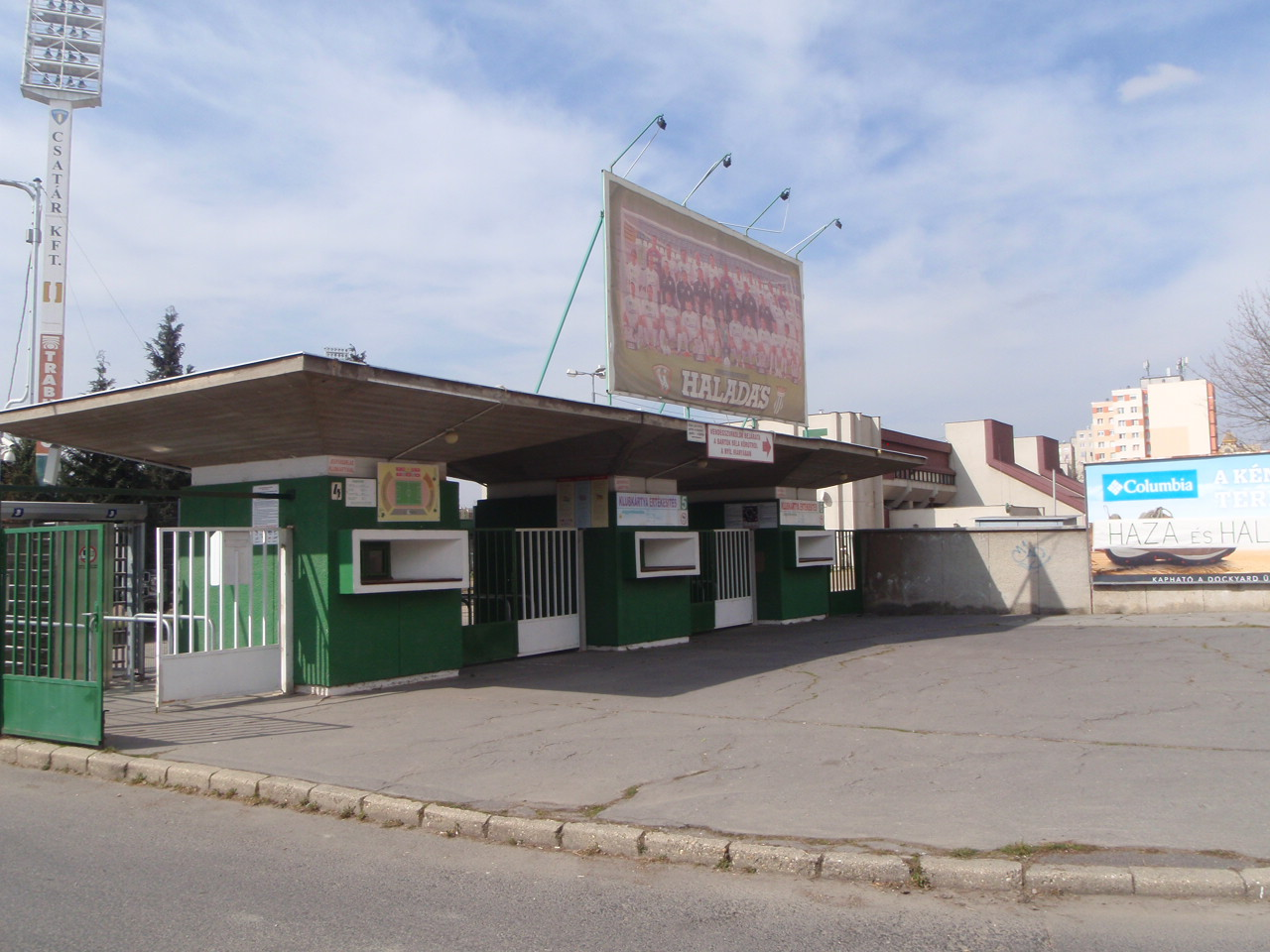
De kassa's en ingang.
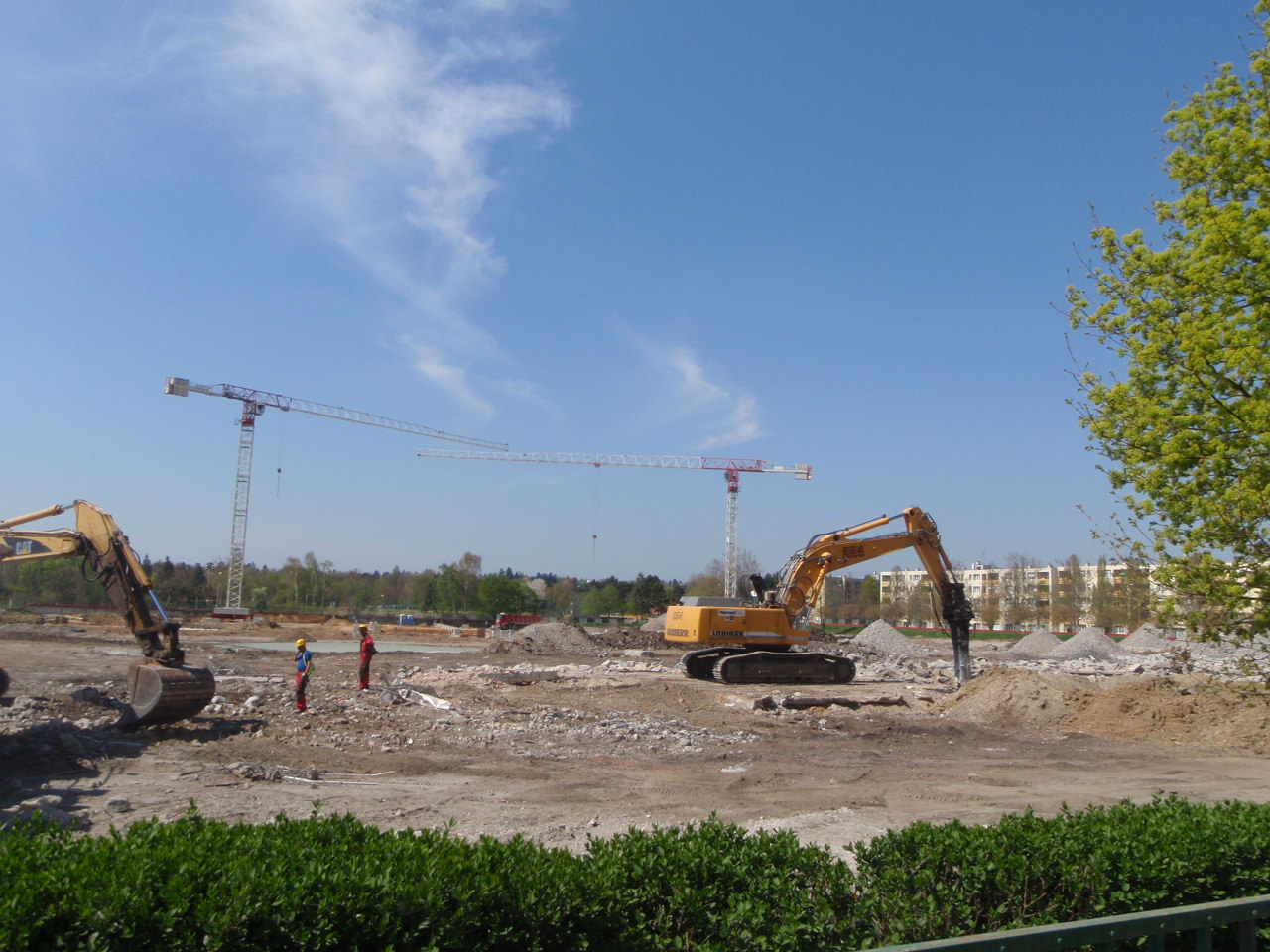
Afbraak van het stadion in april 2016.